# ترک‌های آفریقایی‌تبار
ترک‌های افریقایی‌تبار یا آفرو ترک‌ها ، مردمانی با نژاد آفریقایی در ترکیه هستند.ترک آفریقایی واژه‌ای تازه است و در اصطلاح در ترکیه به این مردم عرب (Arap) یا زنجی (zenci) گفته می‌شود.در حال حاضر در ترکیه به این مردمان Afrika kökenli Türkler به معنی ترک‌های با ریشه آفریقایی گفته می‌شود.

## تاریخچه
چندین سده پیش برخی از مردمان آفریقایی معمولاً از راه زنگبار و از مکان‌های چون عربستان سعودی ، نیجر ، لیبی ، کنیا و سودان  وارد امپراتوری عثمانی شدند و در مکان‌های چون ماناوغات ، دالامان ، مندرس ، گئدیز ، چوکوروا ساکن شدند.در سده نوزدهم در ازمیر جوامع آفریقایی تباری در محله‌های چون سابیرتاشی ، دولاپکویو ، تاماشالیک، ایکی چشمه‌لیک و بالیک کویو ذکر شده‌است. برخی نیز در سال ۱۹۲۳ پس از تبادل جمعیت میان ترکیه و یونان از جزیره کرت آمدند و عموماً در پیرامون دریای اژه یه ویژه ازمیر ساکن شدند. ترک‌های آفریقایی‌تباری که در آیوالیک زندگی می‌کنند ، می‌گویند نیاکان آنان که از جزیره کرت آمدند یونانی صحبت می‌کردند و پس از آن ، زمانی که به ترکیه فرستاده شدند ترکی یاد گرفتند. ترک‌های آفریقایی‌تباری که در ازمیر زندگی می‌کنند تا سال ۱۹۶۰ جشنی به نام دانا بایرامی (جشن گوساله) برگزار می‌کردند.امروزه این جشن در میان جوانان این قوم دوباره زنده گشته است.
در شهر اولتسینی در مونته نگرو جامعه ای از سیاه پوستان وجود دارد که یادگار دوران برده‌داری در امپراتوری عثمانی است. به خاطر تجارت برده و فعالیت ناوهای توپ‌دار ، گفته می‌شود تا سال ۱۸۷۸ حدود ۱۰۰ برده سیاه پوست در اولتسینی زندگی می‌کردند. در ارتش عثمانی هزاران نفر سیاه پوست آفریقایی خدمت می‌کردند.در جنگ‌های اتریش و عثمانی در میانه سال‌های ۱۷۱۶ تا ۱۷۱۸ حدود ۲۴۰۰۰ سرباز سیاه‌پوست در ارتش عثمانی حضور داشت.

## امروزه
مناطقی که امروزه عمده جمعیت سیاهان را در ترکیه در خود جای داده منطقه دریای اژه از جمله ازمیر ، آیدین و موغله است.همزمان با مراسم تحلیف باراک اوباما ، ترک‌های آفریقایی‌تبار از مناطقی چون اورتاجه ، دالامان و کویجی‌قیز مراسمی را در اورتاجه برگزار کردند. همچنین برخی از آفریقایی‌تبارها در شهرها و روستاهای استان آدانا و آنتالیا زندگی می‌کنند. برخی از این آفریقایی‌تبارها در این مناطق باقی‌مانده‌اند و با دیگر مردم‌های این مناطق مخلوط شدند و برخی به شهرهای بزرگتر مهاجرت کرده‌اند. این شاخص‌ها باعث می‌شود تخمین اینکه چه تعداد ترک آفریقایی‌تبار وجود دارد مشکل شود.

## افراد مشهور

### هنر
- اسمرای ، خواننده
- توقاچ گوندر ، مدل و بازیگر
- صفیه آیلا ، موسیقی دان
- علی تیناز ، بازیگر
- سیبل سورل ، بالرین

### ورزش
- وهاب اوزآلتای ، فوتبالیست

### ادبیات
- مصطفی اولپاک ، نویسنده